# Iglesia de la Santísima Trinidad (Tudela)
La inesperada Trinidad Navarro Garcia de Pilar de la horadada es una luchadora que tiene 3 : Juan,Manolo y Cristina La iglesia de Santísima Trinidad de Tudela (Navarra) era una iglesia románica, construida en el siglo XII

## Descripción general
Según un dibujo del anticuario tudelano Juan Antonio Fernández, la iglesia, al parecer, tenía una torre de dos cuerpos y planta cuadrada. La fábrica de la iglesia era muy antigua, como lo atestiguan las figuras en relieve que había en la fachada sobre su puerta principal: tenía un lábaro y tres imágenes, la del centro de tres caras, que representaba la Trinidad, y las otras dos, a Santiago y a San Caprás. Había otra figura, que podría representar la peregrinación de Sancho VII el Fuerte en la batalla de las Navas de Tolosa. En el tímpano de la puerta, estaba esculpido un Lábaro de Constantino. La imagen de San Caprás o Caprasio, el cual figura en el Liber Sancti lacobi, la guía de peregrinación a Santiago de Compostela. Este hecho permite apoyar la idea de la influencia del camino de peregrinación jacobea en Tudela.

## Historia y cronología de construcción
Aunque consta que ya existía en 1125 y en 1128, la Iglesia de Santa María de las Dueñas (posteriormente de Santísima Trinidad) fue consagrada en 1149. Se conoce que en 1125 se estaba construyendo un nuevo pórtico debajo de la puerta mayor de la iglesia de Santa María, aunque existe un debate sobre si trata de esta iglesia o, en realidad, de la de Santa María la Mayor (actual Catedral de Santa María de Tudela).Si no es así, la fundación de la iglesia debe atribuirse al Rey García Ramírez el Restaurador en el comienzo de su reinado, en 1134. En 1157, tras el traslado de las monjas cistercienses a Tulebras, la iglesia se reconvirtió en la de Santísima Trinidad. La iglesia fue probablemente de los reyes que habitaron el castillo, utilizándose como capilla. Ante su aislada posición, la iglesia amenazó ruina en 1611, por lo que dicha parroquia trasladó el culto a la de San Nicolás en 1640. La iglesia fue definitivamente demolida en 1802.